# Beaucerons
Pour les articles homonymes, voir Beauceron.
Les Beaucerons sont les habitants de la Beauce, une région naturelle de France qui couvre environ six cent mille hectares répartis sur cinq départements : l'Eure-et-Loir, le Loir-et-Cher, l'Essonne, le Loiret et les Yvelines. La population beauceronne représente une part du peuple français.

## Ethnonymie
L'ethnonyme Beaucerons, mentionné au minimum dès 1608, est issu du nom de région Beauce, suivi du suffixe -eron.
D'autre part, les habitants de la Beauce québécoise portent également le nom de Beaucerons, il ne faut donc pas les confondre avec ceux de France.

## Anthropologie et ethnologie
Certains Beaucerons ont pour ancêtres les Carnutes.

### XIXesiècle

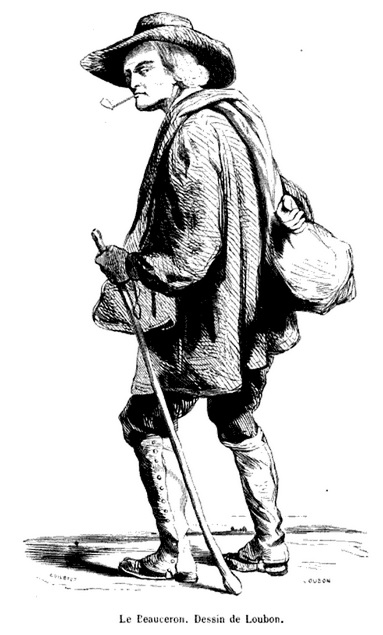
Un Beauceron, dessin du XIXe siècle.

Dans la première moitié du XIXe siècle, les Beaucerons ne sont ni de petite ni de grande taille, mais ils se distinguent par des formes robustes, qu'on trouve jusque chez les femmes. Ils ont quelque chose de mâle dans l'expression de leurs traits et un teint que le soleil de leurs plaines découvertes a profondément bruni sans lui donner la chaude transparence des complexions méridionales. L'amour de l'argent, la  pratique de l'hospitalité sont parmi eux en grand honneur. Bons, honnêtes, loyaux et froids, ils pèchent peut-être par l'excès de la raison ; mais l'imagination et la passion sont aussi étrangères à leur nature que la variété et la fantaisie à leur terre natale. Ils ont la régularité, l'uniformité et la monotonie de leurs plaines. Les Beaucerons ont cette piété routinière dont l'exercice régulier tient aux habitudes traditionnelles des paysans : sans légendes et sans enthousiasme, ils sont religieux par raisonnement et par convenance. D'après Noël Parfait, le paysan beauceron est un homme simple qui ignore tout à fait ce qu'on appelle les bonnes manières. Il est autrement dit grossier, mais actif et laborieux comme l'abeille, ainsi qu'économe et prévoyant comme la fourmi. Il apprend assez tôt à guider la charrue et à tracer un sillon ; il acquiert ainsi, dans les rudes travaux des champs, de la vigueur et ses traits brunis par les rayons du soleil ont quelque chose de sévère et d'accentué,.
Les habitudes réglées des campagnards de la Beauce contribuent surtout à entretenir cette fleur de santé qui les distingue du citadin. Levés avec le jour, ils se couchent avec lui et n'étayent les longues veillées d'hiver, où les femmes se rassemblent et vont filer dans les étables, ils n'auraient jamais recours à d'autre lumière que celle du soleil, car après la grêle qui détruit sur pied leurs récoltes, ce qu'ils craignent le plus c'est le feu, qui consume le blé dans leurs granges. Chez eux, toute heure a son emploi, toute chose revient à son temps, chaque saison les retrouve préoccupés des mêmes soins, courbés sur l'aire ou penchés sur la glèbe et ce labeur méthodique et continuel rend leur existence uniforme comme la nature dont ils sont entourés. Maitres et domestiques s'asseyent patriarcalement à la même table et vivent entre eux sur le pied d'une parfaite égalité. Aussi, dans presque toutes les fermes, les principaux serviteurs vieillissent sous le harnais et se transmettent de père en fils comme de véritables immeubles. Il n'est pas rare de voir des garçons de labour attachés depuis cinquante ou soixante ans à la même exploitation en 1841.
Les fermiers, en qui le type beauceron se résume pour Noël Parfait, bien que les meuniers soient aussi très nombreux dans la Beauce, ont des façons moins abruptes et des manières plus rondes que les travailleurs qu'ils emploient. Mais ce sont des gens fort positifs et qui, franchement, ne prêtent guère aux pastorales. Leur esprit dominant est l'esprit de routine : ils préfèrent la pratique à la théorie et se roidissent contre toute espèce d'innovations. Aussi, les comices agricoles ont-ils une grande peine à se naturaliser chez eux, ce qui n'empêche pas cependant que la Beauce ne soit une des régions les mieux cultivées de la France vers 1841. Comme citoyen, le fermier remplit ses devoirs en tant qu'ils ne gênent pas la marche de ses travaux, car il subordonne tout à cet intérêt majeur, moins dans une pensée d'égoïsme que pour l'acquit de sa conscience. Par exemple, durant la moisson et jusqu'à la rentrée totale des grains, on l'appellerait vainement à siéger sur les bancs du jury et en dépit de l'amende, il n'y paraîtrait pas. Aussi les assises du département font-elles officieusement vacances tant que dure la récolte des blés. Un jury composé de paysans beaucerons use toujours largement des circonstances atténuantes. Il n'est qu'un crime pour lequel jamais on ne le voit en admettre : malheur aux incendiaires. Ils trouvent dans le cultivateur un juge impitoyable et qui se hâte de les punir aujourd'hui, pour ne pas être leur victime demain. Les incendies ne sont, en effet, que trop fréquents dans la Beauce vers 1841, c'est la vengeance de la région. Au lieu de s'attaquer à la vie de son ennemi, on s'en prend à ses granges ; on ne le tue pas, on le ruine.
Un riche laboureur est nécessairement le maire de sa localité et le chef d'une compagnie de garde nationale qu'il n'a pas souvent l'occasion de commander. À défaut de dignité, il montre au moins dans ses fonctions municipales du bon sens et de la bonne volonté. Le greffier de la mairie est presque toujours le maître d'école du village à cette époque, c'est une espèce de factotum ou de Michel Morin qu'il n'est pas rare de voir en même temps épicier, perruquier, chantre, et marchand de vin. De manière que la plupart du temps une simple cloison sépare la classe du cabaret : méthode renouvelée des Spartiates, qui exposaient des hommes ivres à la vue de leurs enfants, pour leur enseigner la tempérance. Mais s'ils ne cumulaient pas ainsi plusieurs professions, ces précepteurs villageois ne verraient pas souvent le vœu de Henri IV se réaliser pour eux. On n'envoie guère les jeunes garçons à l'école que pendant trois mois de l'année à cette époque, quand l'hiver interrompt les travaux de l'agriculture ; encore ces singuliers élèves payent-ils ordinairement le prix de leur pension en pommes de terre, haricots, lentilles, et autres légumes. Après avoir pendant trente ans conduit la charrue, après avoir marié leurs fils ou leurs filles, certains laboureurs viennent en ville jouir en paix de la fortune qu'ils ont si péniblement amassée. Ils achètent par exemple, dans un des faubourgs de Chartres, quelque petite maison.

#### Langage
Sur le plan linguistique, ils parlent encore, en 1841, un langage qui est parfois semé de traits assez spécifiques et tout plein de vieilles locutions qui s'accordent bien avec leurs vieilles habitudes. Ils ont la voix haute et chantante, ainsi qu'un accent traînant, presque autant que celui des Normands et ils donnent aux syllabes finales des sons particuliers qui sont donc différents de ceux du français standard.

#### Alimentation
Leur nourriture est plus que frugale à cette époque, elle se compose invariablement de pain bis, de légumes et de fromage, avec de l'eau à discrétion, mais cependant pas toujours, en été les mares se dessèchent vite et les puits se tarissent quelquefois. La viande n'entre dans leurs repas qu'aux fêtes carillonnées ou pendant la moisson, autrement leur sobriété se contente ordinairement du lard aux choux ou, autrement dit, des choux au lard. Le fermier lui-même, quelle que soit sa fortune, ne fait pas meilleure chère, point d'exception pour lui. Cette frugalité devenue proverbiale à fait dire à un caustique curé de Meudon que les gens de la Beauce « desjeunent de baisler, et s'en trouvent fort bien, et n'en crachent que mieulx. ».

#### Costumes

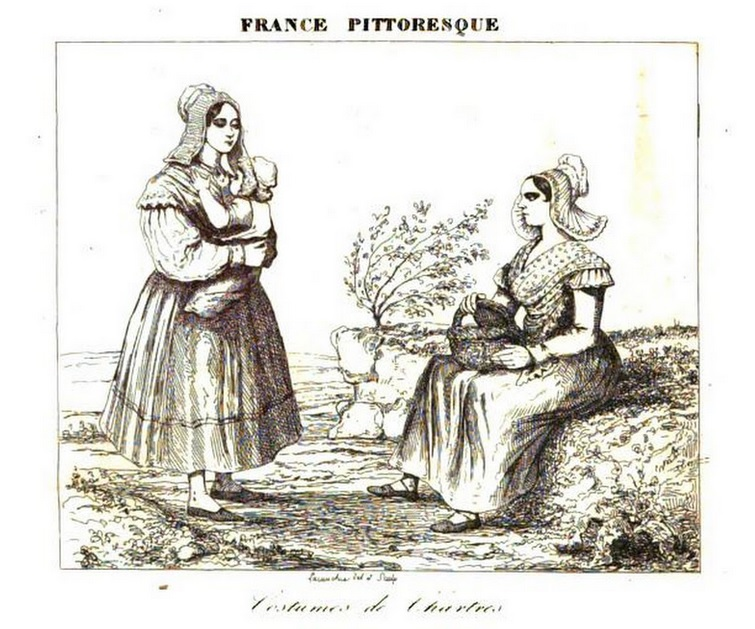
Costumes de Chartres, dessin de 1835.

Dans la première moitié du XIXe siècle, la proximité de la capitale et les fréquents rapports du cultivateur avec les villes voisines, où il opère la vente de ses grains, tendent à faire disparaître chaque jour l'originalité de son costume. Toutefois sa tournure est encore assez caractéristique à cette époque pour qu'on n'ait pas à s'y méprendre. Noël Parfait décrit de la manière suivante un fermier beauceron : un homme au teint hâlé, coiffé d'un feutre à larges bords, dont le reflet rougeâtre atteste les services, couvert d'une blouse grossièrement brodée autour du col et trop courte pour cacher les vastes pans d'un habit de gros drap, qui tombe jusque sur les guêtres de toile blanche où ses jambes sont emprisonnées. Il tient un bâton noueux suspendu à son bras par un cordon de cuir et le talon de ses souliers ferrés presse le flanc de sa monture normande, qui porte en croupe le picotin d'avoine obligé. À la même époque, les oûtrons de la Beauce ont de grands chapeaux de paille brute et des sabots rouges garnis de foin.
Le costume des femmes des métayers, qui se distingue par des couleurs vives et variées, est assez semblable à celui des paysannes de la banlieue de Paris en 1841, il n'en diffère que par la coiffure. Néanmoins, cette disparité si légère en apparence, suffit pour donner à l'ensemble un caractère spécial et tout à fait distinct. En effet, le bonnet beauceron constitue à lui seul une originalité, c'est une personnification, c'est un type. Plus simple et plus gracieux que celui des Normandes, plus modeste surtout dans ses proportions, il laisse le front libre et découvert, tombe sur les tempes, où le brun des cheveux fait ressortir sa blancheur et va se nouer derrière la tête, en arrondissant autour du cou ses barbes tuyautées et transparentes. Il est parfois armé d'un large ruban de satin, fixé sur le devant par une épingle d'or ou tout uniment bouclé sous le chignon. D'autre part, leur petit bonnet, avec ses dentelles et ses broderies, coûte souvent plus cher que les chapeaux des grandes dames.

#### Politique
Comme l'a dit un poète de la région, les opinions politiques du Beauceron sont éminemment voltairiennes. Il les retrempe dans le Glaneur (à prononcer Glanue), journal de la localité, qui lui parvient tous les mois en paquet, de sorte que à vingt ou trente lieues de Paris, il apprend ce qui s'y passe quand toute l'Europe le sait déjà depuis longtemps. Mais cela ne l'empêche pas de répéter dans son jargon, à l'arrivée de la feuille départementale : « Oyons ein brin quai qu'y a d'neu ani » (voyons un peu ce qu'il y a de nouveau à nuit),.
Lors des élections, le Beauceron ne se prononce ouvertement ni pour ni contre tel ou tel candidat au XIXe siècle : il nage toujours entre deux eaux, tâchant de ménager les intérêts contradictoires, à l'instar de son voisin le Normand. De cette façon, l'individu rusé se trouve choyé par les uns et les autres. Il se laisse faire très volontiers et boit avec tous les partis, dont il se rit dans son jugement de la conscience. Après avoir passé par toutes les nuances du prisme politique, il redevient lui-même et vote selon sa guise, à la satisfaction universelle, double avantage du bulletin secret.

#### Citadins
L'habitant des villes n'a pas un caractère bien tranché en 1841. Trop près du centre pour être tout à fait provincial et trop enfoncé dans les plaines pour ne pas être déjà fort excentrique, il participe à la fois du Parisien et du campagnard, sans avoir ni l'élégance et la gaieté de l'un, ni la franchise et la rondeur de l'autre. C'est une espèce d'être métis, moitié paysan et moitié bourgeois. Il a une physionomie neutre, incolore, ressemblant à tout et n'exprimant rien. Hors de rares occasions, le Chartrain ne danse pas, ses habitudes sont infiniment casanières, il aime le coin du feu par-dessus tout et ses plus longues promenades consistent, par exemple, à faire deux ou trois fois le tour de sa petite ville qui inclut des remparts détruits. D'autre part, les beaux-arts n'ont aucun attrait pour le Chartrain, il a déjà tué sous son indifférence nombre d'institutions tendant à le faire progresser de ce côté, entre autres, une ou deux sociétés philharmoniques.

#### Femmes, mariage et fête annuelle

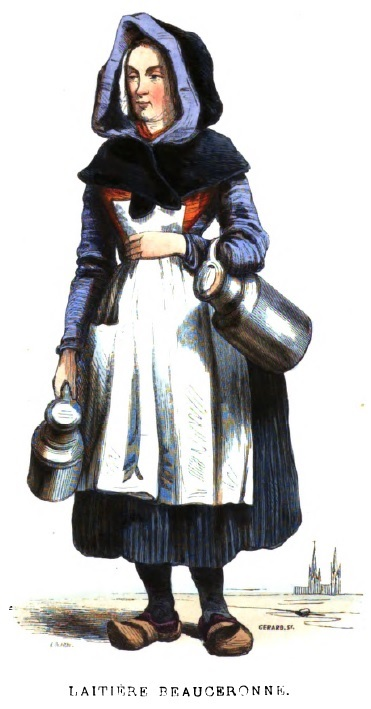
Une laitière beauceronne, dessin de 1841.

Concernant les femmes des métayers beaucerons, elles sont des plus coquettes ou, en employant l'expression de la région, des plus « piaffeuses ». Les fermières, grâce à l'aisance et à l'économie de leurs maris laborieux, étalent dans les jours de fête, ou lorsqu'elles viennent à la ville, un luxe prodigieux de dentelles et de bijoux d'or et d'argent. La coquetterie que montrent les grosses fermières de la Beauce et qui partout, comme il est vu, est l'apanage de leur sexe, n'ôte rien à leurs excellentes qualités qui sont les suivantes selon Noël Parfait : ce sont de braves et dignes femmes, de vigilantes ménagères, ayant les yeux à tout, donnant elles-mêmes l'exemple du travail et se sont toujours les premières debout comme les dernières endormies. Que dans le village, un pauvre journalier tombe malade, ait besoin de secours, c'est à la ferme qu'il s'adresse, c'est la fermière qui lui donne ou des couvertures ou du bois. Qu'un mendiant passe, cherchant un gite et du pain, c'est encore à la ferme qu'il se présente, c'est encore la fermière qui apaise sa faim et lui montre la grange ou l'étable, refuges toujours ouverts par l'hospitalité beauceronne. Enfin la maîtresse, ainsi qu'on l'appelle, est la cheville ouvrière et la providence de la maison. Aussi voit-on souvent au XIXe siècle, une femme veuve continuer à diriger les travaux de sa métairie, tandis qu'un homme seul peut rarement y suffire.
Les filles de laboureurs ne reçoivent pas une éducation très brillante vers 1841, mais sous la tutelle de leurs mères, elles apprennent à chérir le travail, à pratiquer la vertu et bien des citadins musqués ne dédaignent pas d'aller offrir leur cœur à ces jeunes femmes, en échange de leurs écus. Celui qui arrive dans un village peut faire en quelques minutes le dénombrement de la population féminine et mariable, car la chose est des plus simples. Au-dessus de la porte ou sur le faite de chaque habitation, les jeunes gens du pays ont coutume de planter, le 1er mai, autant de branches de feuillage qu'il se trouve dans la maison de filles à marier et, la hauteur de ces branches, qui se mesure à la richesse, fournit aux épouseurs de dot un moyen commode et sûr de fixer convenablement leur choix. Toutefois, gare à ceux qui se marient au village car dans ce cas, ce qu'on appelle « le plus beau jour de la vie » en est souvent le plus néfaste. Il n'est sorte de plaisanteries incongrues que ne se permettent les garçons du village à l'encontre des nouveaux époux. Non contents de lever sur eux des contributions de vin et d'argent, de les assourdir à coups de fusil, depuis le seuil de l'église jusqu'à la salle du festin, s'ils parviennent à s'introduire un instant dans la chambre nuptiale, ces villageois scieront à moitié les barres du lit, hacheront un bonnet à poil dans les draps, ou feront aux mariés quelque autre aimable niche dont toute la région rira pendant plusieurs jours.
Les loisirs qui viennent distraire les jeunes paysannes de leurs occupations domestiques sont rares et peu variés au XIXe siècle. Ce sont les voyages à la ville, de temps en temps quelque solennité particulière et la fête annuelle du village, où elles dansent, quand les garçons veulent bien le permettre. Car ce jour-là, les joyeux drilles, plus jaloux de célébrer Bacchus que les Grâces, s'attardent presque toujours au cabaret et ne souffrent pas néanmoins que les jeunes hommes des autres hameaux qui se présentent à la fête ouvrent le bal, avant qu'ils aient eux-mêmes « levé le branle ». Jusque-là, le ménétrier doit se croiser les bras et chaque danseur les jambes, l'allégresse ne peut se traduire par des gestes, Terpsichore est mise en interdit. Cet usage, passablement arbitraire et qui tend à monopoliser le plaisir, amène quelquefois des collisions où les jeunes gens du cru reçoivent des coups de poing, qu'ils ne manquent jamais d'aller rendre à la première occasion. Ces batailles sont ordinairement beaucoup plus risibles que sanglantes et jamais on ne voit d'autres querelles troubler l'harmonie des Beaucerons qui, par goût, sont des personnes extrêmement pacifiques. Quand les circonstances le commandent pourtant, l'ardeur martiale dont ils se montrent animés prouve qu'ils ont encore, en 1841, quelque chose de ces anciens Gaulois qui résistèrent les derniers à l'envahissement des Romains. De même que leur esprit, lorsqu'il a reçu les germes de l'éducation, peut se livrer aux plus nobles penchants et dévoiler des richesses inconnues. Le nombre considérable d'hommes distingués qu'a produit la Beauce proprement dite confirme cette observation.

#### Vente du blé et marchés
En arrivant à la ville, le laboureur, que ses voitures ont précédé, suivant un usage établi depuis un temps immémorial, confie la vente de son blé à des femmes organisées en corporation et qu'on nomme assez lestement « leveuses de culs de pouche », parce qu'elles sont chargées de lever le sac lors du mesurage. Puis il s'en va faire ses emplettes, renouveler ses baux ou payer ses fermages. Les leveuses, moyennant une faible rétribution, procèdent en son absence à la livraison du grain dont l'acheteur remet immédiatement le prix entre leurs mains. Le soir, après l'heure du marché, le cultivateur vient recevoir des leveuses l'argent qu'elles ont touché pour lui et, bien que fréquemment il se vende en un seul jour sur la halle plus de dix mille quintaux de blé à cette époque, la probité de ces femmes est si grande et l'ordre qui préside à leurs opérations si sérieux, que presque jamais, dans leurs comptes, on ne voit de confusion ni d'erreurs et lorsque par hasard il s'en trouve, la corporation entière couvre le déficit. Ce mode de vente tout particulier, en facilitant les transactions commerciales, épargne des moments précieux au laboureur, toujours fort avare de son temps et qui dans sa bonhomie considère comme perdu celui qu'il passe loin de sa campagne. La vente du grain est la seule, du reste, qui se fasse par intermédiaire. 
Les marchands de volaille, variété importante de la population beauceronne, attendent la pratique, tranquillement assis sur leurs grandes cages d'osier où sont pêle-mêle les poules et les dindons. Assis sur lesdites cages, ces personnes de la basse-cour montrent une figure débonnaire, qui prévient tout à fait en leur faveur. Néanmoins, il ne faut pas trop se fier à leur simplicité apparente car ce sont de fins matois qui ont bec et ongles. Dans le marché au beurre et aux œufs, les paysannes, uniformément revêtues d'une grosse couverture de laine bleue, se rangent debout et côte-à-côte, tenant leurs paniers suspendus en guise d'éventaires, tandis que les chefs de cuisine et autres officiers de bouche circulent au milieu et semblent passer en revue ce « bataillon féminin ». Au bout de quelques heures, quand l'inspection des paniers est faite, c'est-à-dire quand le beurre et les œufs sont vendus, la retraite sonne et chaque paysanne se hâte de retourner à son village, sur son âne ou sur sa charrette. La ville est un séjour qui déplaît souverainement à ces gens rustiques, ils s'y trouvent mal à l'aise. Habitués aux travaux manuels et pénibles, ils ne voient pour la plupart, dans les citadins, que des désœuvrés et des paresseux, la pire chose du monde à leur gré. Ils ne viennent au chef-lieu que lorsqu'ils y sont expressément appelés par leurs affaires, c'est-à-dire les jours de marché ou à la période des échéances de leurs fermages et des foires, qu'on nomme en dialecte beauceron les « loues ».
La « loue » est une foire ou un marché dans lequel on expose uniquement des hommes et des femmes, dont l'aspect n'a rien d'oriental. Le fermier qui, pour le service de son exploitation, a besoin d'un certain nombre de domestiques ou de journaliers, se rend à l'heure dite sur la place où cette sorte de marchandise humaine est étalée, il tourne alors autour des groupes, estime des yeux et fait son choix, après avoir débattu le prix du « louage » qui, pour un homme, est d'environ cent cinquante francs par an et, pour une femme, de soixante dix à quatre-vingts, suivant la qualité. Les femmes qui se rapprochent le plus du genre masculin, à la figure basanée et aux membres trapus, sont les meilleures et les plus appréciées. De même que les hommes solidement construits, musculeux et robustes, se débitent beaucoup plus vite et avec de notables avantages. L'embauchage des moissonneurs, que l'on désigne dans la région sous le nom d'« outrons », a lieu chaque année aux approches de la récolte, cet embauchage se passe de la même manière que celui de la loue.

### XXesiècle

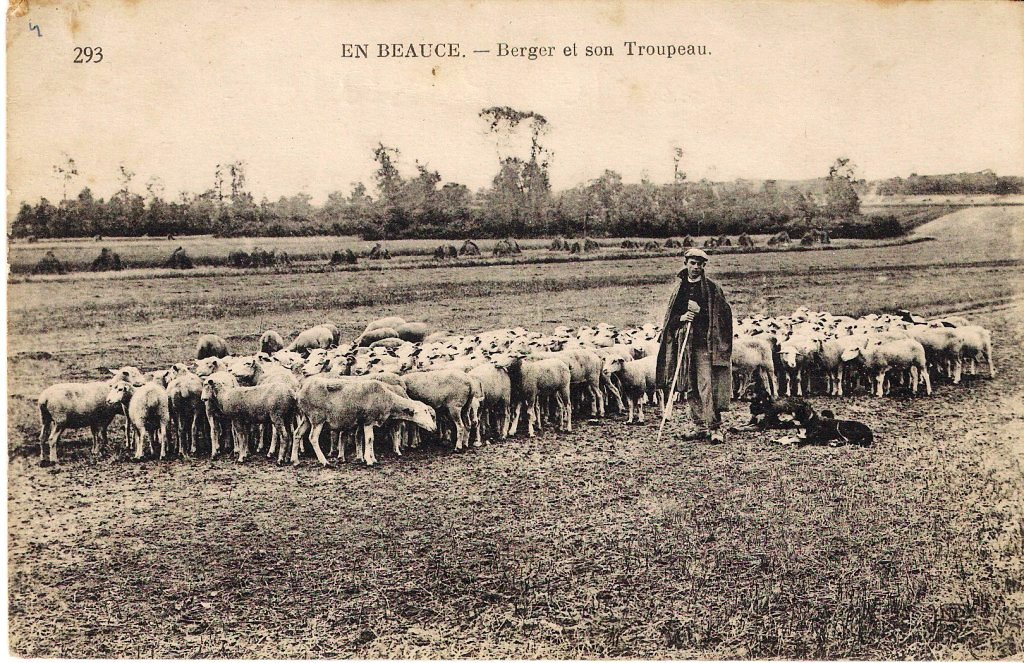
Un berger et son troupeau en Beauce au XXe siècle.

Au début du XXe siècle, les meilleures qualités du Beauceron sont, d'après Félix Chapiseau, son calme, son économie et sa réserve. Il y a une analogie étroite entre les qualités et l'aspect du sol et ceux de ses habitants : le sol de Beauce est uni, calme et régulier, le climat est doux, sain et tempéré : le Beauceron possède ces qualités auxquelles vient s'adjoindre un esprit exact, régulier et un peu méticuleux. Ses mœurs sont douces et son commerce facile. La vente des récoltes l'a rendu commerçant, il est honnête et loyal dans les transactions. Envers son prochain, il est quelque peu railleur et médisant mais charitable. Il possède des facultés administratives bien connues et des qualités hospitalières niées à tort par ses détracteurs. Le Beauceron est rabelaisien, son langage est cru, sachant qu'un certain nombre de dictons attestent cela. Il a l'esprit vif et cette finesse s'accentue en se rapprochant d'Orléans. 
Au physique, le Beauceron est robuste, de taille moyenne, les proportions sont harmonieuses, la carnation saine, au teint le plus souvent hâlé par le soleil ; les traits sont réguliers, peut-être un peu durs ; les yeux ont un regard direct qui dénote la franchise, presque la rudesse ; la voix est forte ; le geste est large et hardi. Il a la démarche lente du paysan qui suit la charrue. Il est sobre, l'eau est sa boisson habituelle, il l'a relève en été d'une pointe de vinaigre. Pendant la moisson seulement, l'usage du vin est général. Le Beauceron a cette piété routinière qui tient surtout aux habitudes traditionnelles et il a conservé, en 1902, un certain nombre de pratiques superstitieuses de ses ancêtres. Chaque jour de cette époque voit cependant disparaitre d'une part ses préjugés et d'autre part ses croyances chimériques au loup-garou, aux feux-follets, aux revenants et aux sorciers. Les « assemblées » réunissent les familles, elles durent moins longtemps qu'auparavant, par contre elles ne se terminent plus par des rixes qui éclataient entre jeunes gens de villages voisins. Le Beauceron aime moins la danse que le Percheron, exception faite pour Châteaudun et ses environs, on se livre rarement à cet exercice en dehors des assemblées ou des foires importantes. Le Beauceron n'est pas vraiment chanteur ainsi que peu musicien. 
La « louée » des domestiques de fermes se fait encore à la Saint-Jean et à la Toussaint. Lesdits domestiques sont très bien nourris comparés à leur nourriture du début du XIXe siècle qui était comptée trois sous par jour. Le Beauceron a conservé jusqu'au milieu du XIXe siècle la simplicité patriarcale de ses aïeux : langage, mœurs et traditions. Depuis lors, les modes surannées ne sont plus en usage, même chez les personnes âgées. En 1902, on ne rencontre plus le lourd habit bleu à grandes basques sous lequel trois ou quatre vestes étaient boutonnées les unes sur les autres, ni la culotte courte, ni la blouse recouvrant l'habit à grand col de 1830. La blouse de toile bleue est désormais chez l'homme d'un usage général. Les vieillards sont complètement rasés ou portent leur barbe en collier, laissant à nu lèvres et menton. Chez les femmes, le quadruple rempart de jupons qui leur rendait la taille énorme a disparu au début du XXe siècle. La jeune génération féminine a presque complètement abandonné le léger bonnet beauceron fait de fine dentelle et de riche broderie, pour suivre les modes de la ville.